# Basilique (Paestum)
Pour les articles homonymes, voir Basilique.
La temple d'Héra, dit « Basilique de Paestum » est un monument de Paestum en Campanie (Italie). Ce temple grec archaïque est situé sur le site archéologique de Poseidonia, ville antique de la Grande Grèce, nommée Paestum du temps des Romains. Ce premier temple d'Héra, de style dorique archaïque, est situé dans le sud du sanctuaire, où il se dresse parallèlement au second temple d'Héra, dit « temple de Neptune ».
Bien que les parties supérieures du péristyle, ainsi que les structures des murs du naos (la cella) et de très grandes portions du sol aient disparu, l'état de conservation de l'édifice doit être considéré comme excellent. La basilique de Paestum est en effet le seul temple grec de la période archaïque dans lequel la péristasis, composée ici de 50 colonnes, est conservée dans son intégralité.
Ce premier temple d'Héra remonte à la seconde moitié du VIe siècle av. J.-C.. Il est de type périptère ennéastyle, c'est-à-dire doté de neuf colonnes en façade et de dix-huit colonnes sur les côtés, l'ensemble mesure 24 × 54 m. Une caractéristique très frappante de ce temple est son nombre impair de colonnes frontales, rendant impossible la vision de la statue de culte et son déroulement depuis l'extérieur.

## Histoire

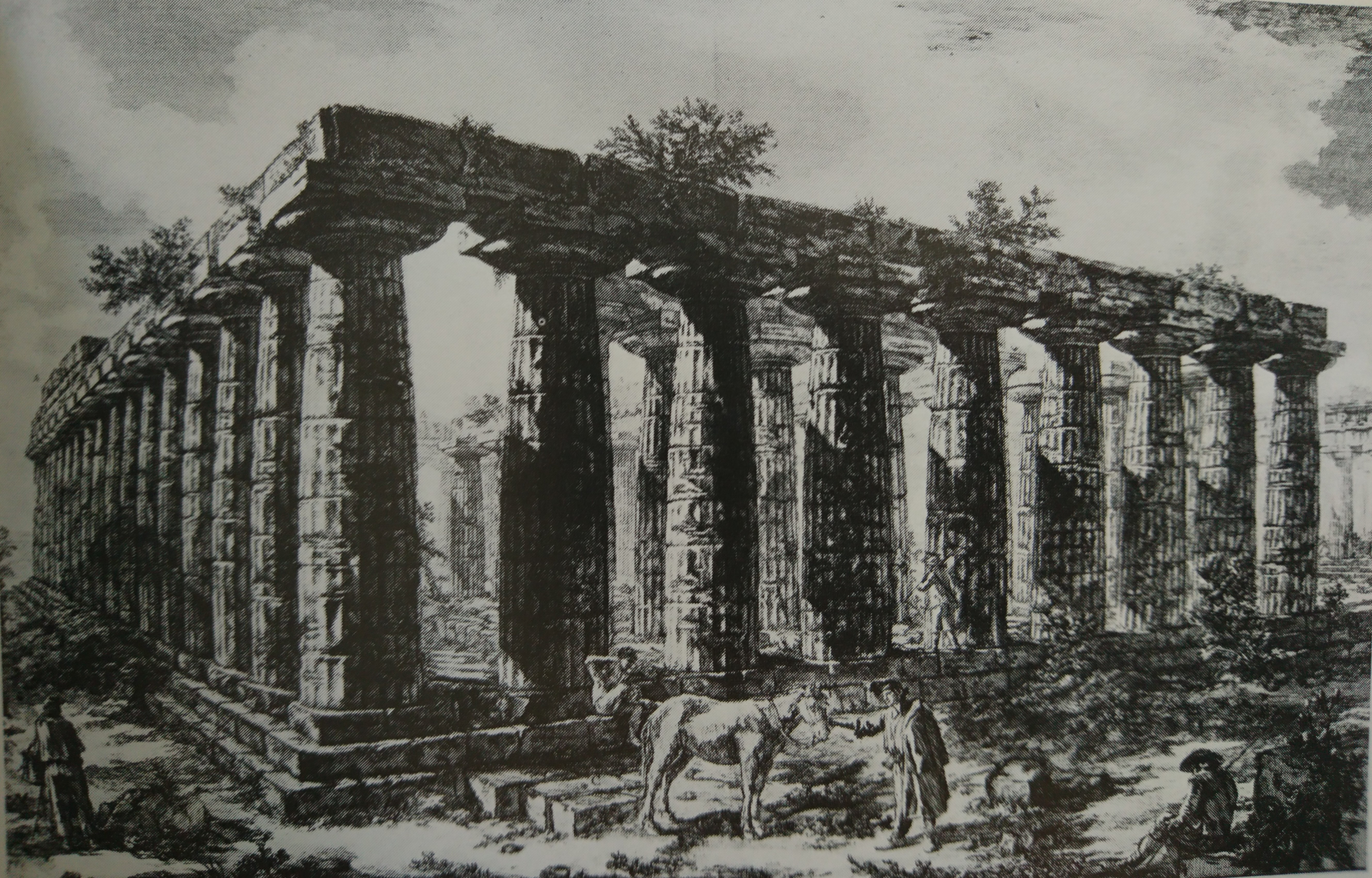
La Basilique depuis le sud-est, vue par Piranèse (Eaux-fortes de Paestum, planche II (1777-1778).

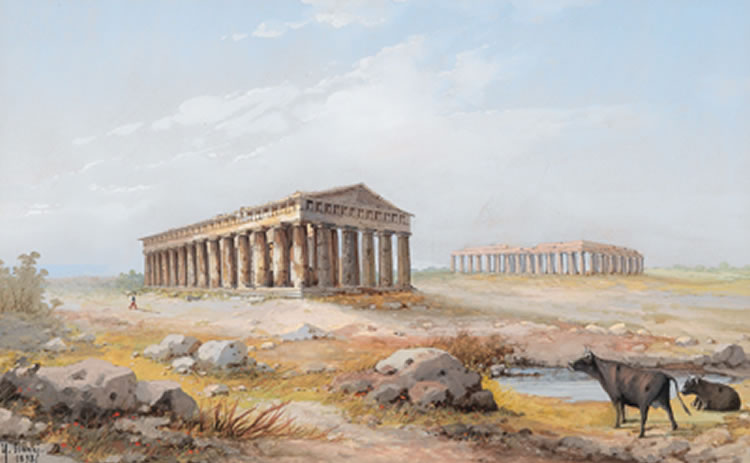
Les temples d'Héra à Paestum, par Y. Gianni, 1893.

Le temple a été construit à partir du milieu du VIe siècle avant J.-C., mais sa construction n'a dû s'achever qu'au cours de la dernière décennie. Comme le suggèrent les matériaux votifs avec des dédicaces à la déesse trouvés dans ses environs, le temple était probablement dédié à Héra, épouse de Zeus et principale divinité vénérée à Poséidonia, dont l'importance est attestée par l'Héraion de l'embouchure du Sélé, le grand sanctuaire extra-urbain entièrement dédié à la déesse, dont la construction a commencé simultanément avec la fondation de la ville.
Le nom de « Basilique », sous lequel le temple est le plus connu, lui a été donné dans la seconde moitié du XVIIIe siècle, lorsque la culture architecturale néoclassique a commencé à s'intéresser à Paestum. La disparition complète des tympans et d'une grande partie de l'entablement , ainsi que le nombre anormalement impair de colonnes sur la façade, rendaient incertaine l'identification fonctionnelle de l'édifice du temple. Tour à tour interprété comme un « portique » ou comme un « gymnase ou collège », il était couramment appelé « basilique », au sens propre du terme dans le monde romain, d'une structure à portiques utilisée comme siège d'une cour de justice et de réunion des assemblées de citoyens.

## Description

### Plan du temple

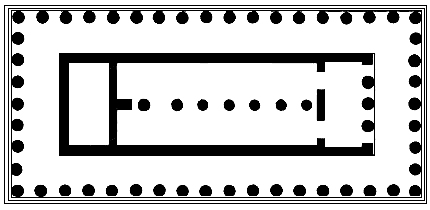
Planimétrie du temple.

Il s'agit d'un temple ennéastyle périptère (c'est-à-dire à neuf colonnes en façade et à l'arrière) avec dix-huit colonnes sur les longs côtés. Le rectangle du stylobate mesure 24,50 × 54,24 mètres. L'édifice est orienté vers l'est comme le temple voisin « de Neptune », avec lequel il détermine l'aspect monumental grandiose du sanctuaire méridional de Poséidonia. Un grand autel, mis au jour lors des fouilles menées par Vittorio Spinazzola au début du siècle dernier, fait face au temple à l'est, à une distance de 29,50 m, dans une position parfaitement parallèle à la façade du temple et symétrique par rapport à l'axe du bâtiment en face.
Le rapport proportionnel simple 1:2 s'exprime donc non pas dans les dimensions linéaires du rectangle du temple, mais dans le nombre de colonnes (9 × 18). Celles-ci sont entrecoupées d'entraxes de tailles différentes entre les fronts (entraxe d'environ 2,86 m) et les côtés (entraxe d'environ 3,10 m). De l'absence de contraction de l'interaxe angulaire pour résoudre le conflit angulaire, on peut déduire que les métopes angulaires étaient allongées par rapport aux métopes « normales ».
La Basilique a la particularité d'avoir un nombre impair de colonnes (9 colonnes) en façade, conséquence de la disposition, sur l'axe de l'édifice, d'une colonnade centrale unique à l'intérieur de la cella. La présence d'une colonnade interne en position axiale, servant certainement à soutenir l'arête centrale du toit à double pente, représente un indicateur architectural sûr du caractère archaïque du temple. Cette solution planimétrique fut plus tard rejetée par l'architecture grecque de la période classique (et par tout style classiciste, au cours des siècles qui suivirent), car elle coupait l'accès et la vue axiale vers le naos, empêchant une relation directe avec les éléments sacrés du temple.

### Dispositions intérieures

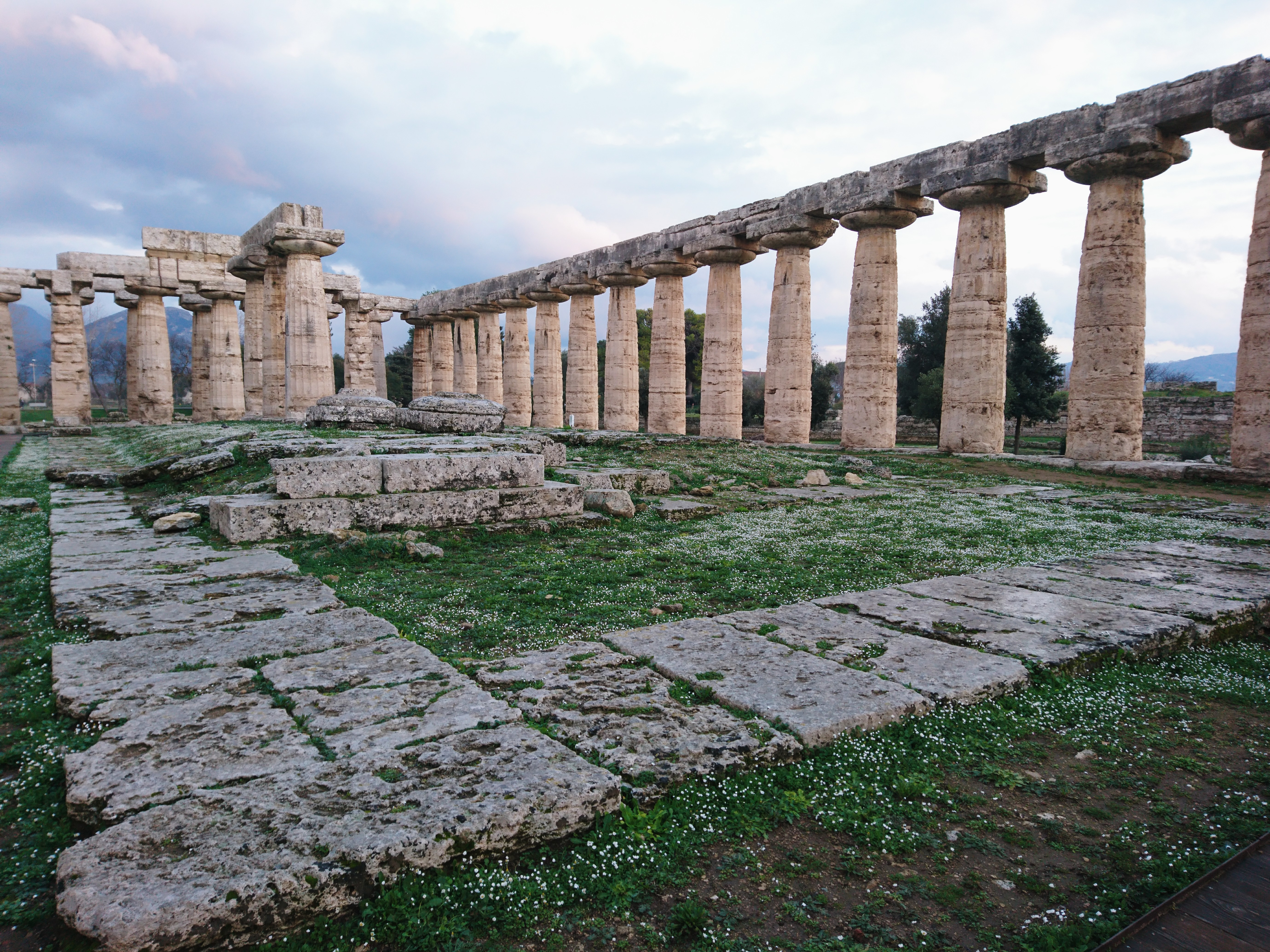
Intérieur de la Basilique. Vue depuis l'angle nord-ouest de l'adyton (au premier plan) vers la cella (naos).

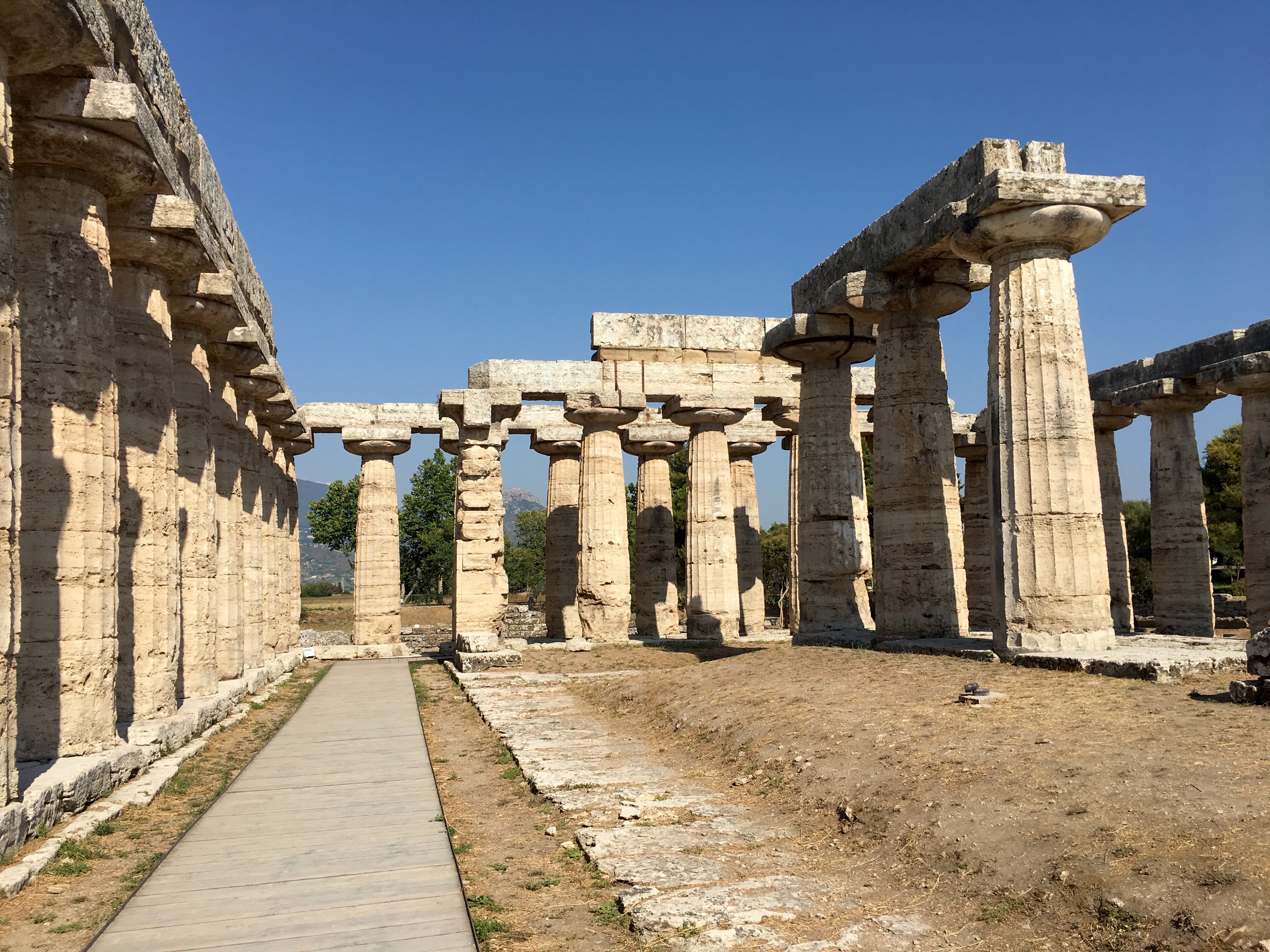
À droite, les trois éléments restants de la colonnade interne axiale.

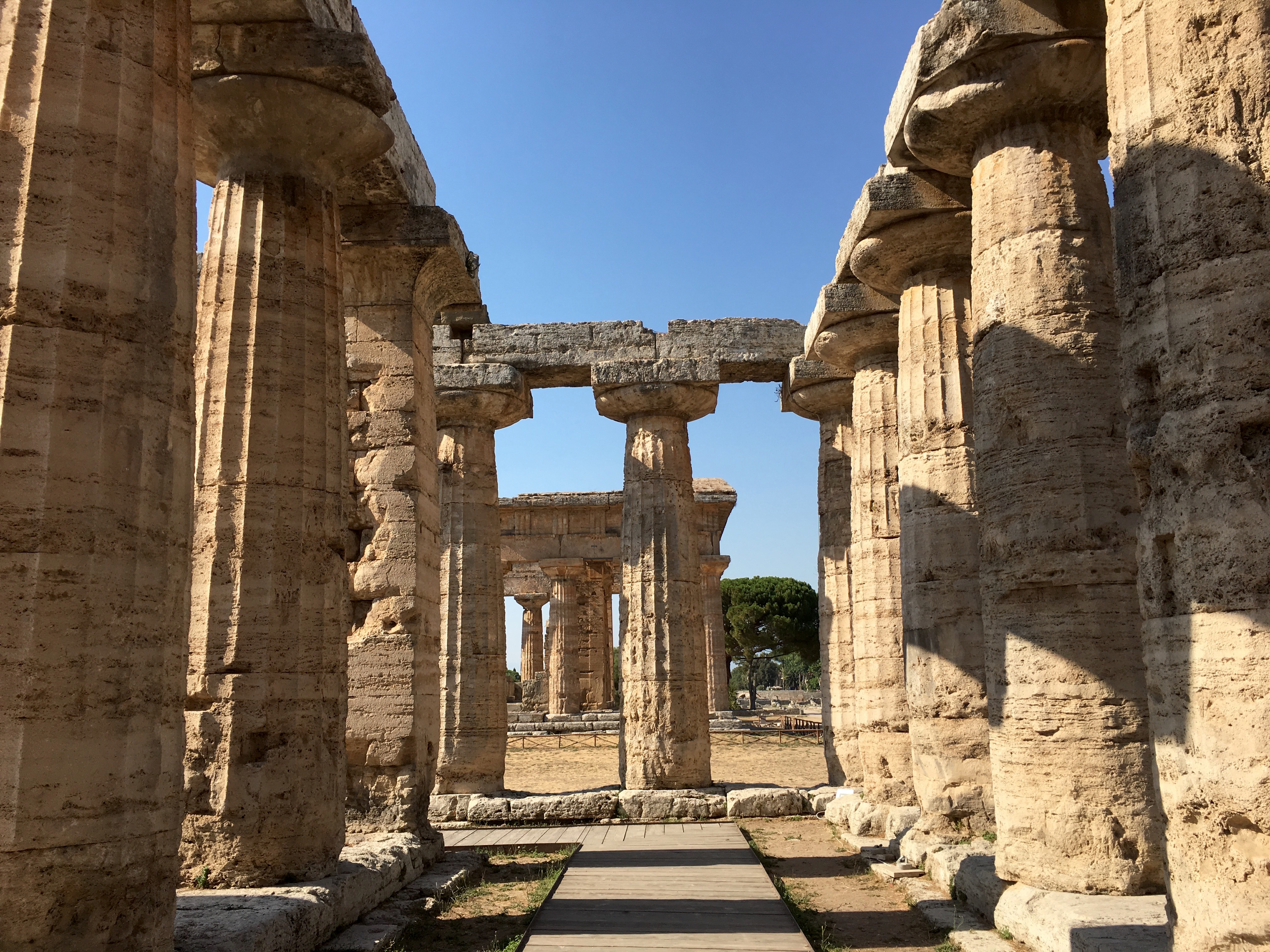
À gauche, les trois colonnes transversales donnant accès au pronaos.

La cella (ou naos), profonde de neuf espaces inter-colonnes, était précédée d'un pronaos, profond de deux de ces espaces, avec trois colonnes disposées entre deux antae, où prenaient naissance les murs qui la fermaient sur les côtés. Conformément à la disposition d'une colonne centrale externe en position axiale, la cella était divisée en deux parties par une colonnade centrale interne, formée de sept colonnes, dont les trois premières sont conservées.
Derrière la cellule se trouve l'adyton, pièce fermée de deux espaces de profondeur, introduite pour remplacer l'opisthodomos (contrepartie symétrique du pronaos à l'arrière du bâtiment), à la suite de remaniements lors de la construction révélés par les recherches sur les fondations. Trois phases de conception ont pu être discernées, à l'issue desquelles, outre le remplacement de l'opisthodomos par un adyton, la colonnade centrale de la cella a été réduite de huit à sept éléments. Il est possible que ces changements de conception soient liés à des modifications des pratiques cultuelles, comme des processions, impliquant une nouvelle configuration des espaces internes. La salle de l'adyton, caractéristique des temples gréco-romains de Grande Grèce et de Sicile à l'époque archaïque, n'était accessible, par des portes qui la reliaient au naos, qu'aux seuls acteurs du culte. Cet adyton était probablement le siège du trésor du temple et de la statue cultuelle, image de la divinité.

### Style et décoration
Les colonnes d'ordre dorique mesurent environ 6,48 m de hauteur. Les fûts ont leurs vingt cannelures canoniques, de profil fortement conique, avec un diamètre inférieur d'environ 1,45 m et un diamètre supérieur d'environ 0,98 m. L'aspect des colonnes est caractérisé tout d'abord par un gonflement très accentué de la zone médiane, dû à une entasis très évidente , avec une « flèche » d'environ 4,8 cm. L' échine des chapiteaux, comme il sied aux colonnades de l'époque archaïque, est très aplati et élargi, avec un abaque très large.

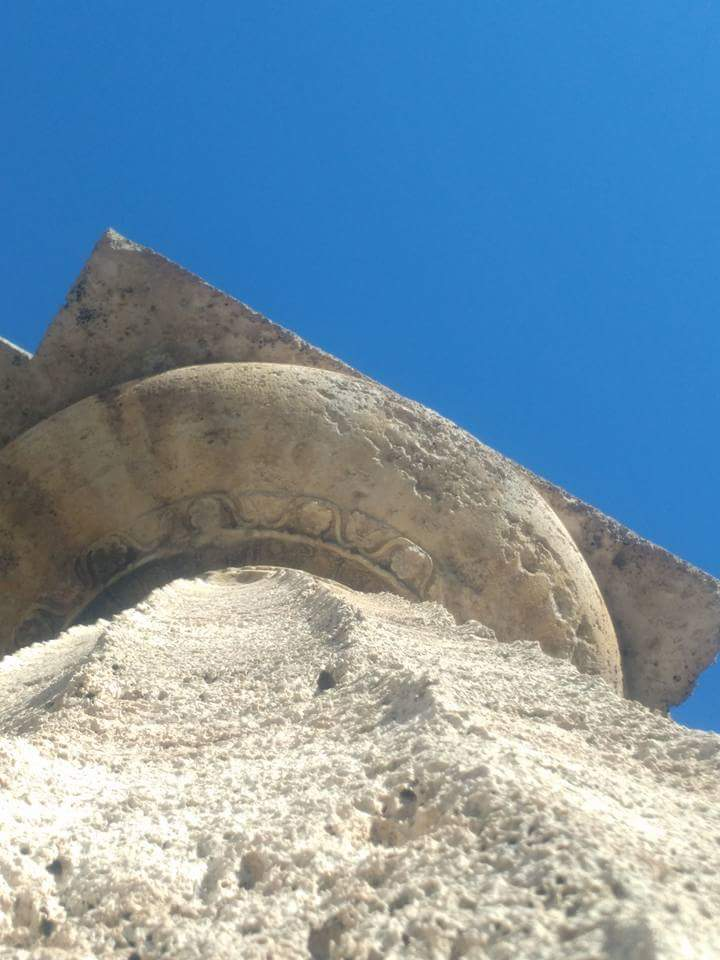
Décors floraux en relief sur l'échine de la colonne centrale de la façade ouest.

Plusieurs phénomènes décoratifs affectent la Basilique. D'abord, le col de chaque colonne est décoré d'un nombre variable de feuilles gousses. Ensuite, sur certaines colonnes de la façade occidentale, les décorations affectent même la partie inférieure de l'échine, immédiatement au-dessus des anneaux, sur lesquels une bande décorative florale différente est sculptée en relief sur chaque colonne ; parmi celles-ci, la décoration du chapiteau de la colonne en position centrale, composée d'une alternance de rosaces et de fleurs de lotus, se distingue par son état de conservation et sa beauté. Ce style décoratif atteint son apogée avec l'ornement floral en relief (séquences de fleurs de lotus et de palmettes), dont il n'existe pas d'autre exemple, qui court sur tout le corps de l'échine des six colonnes à chapiteaux de grès disposées à l'intérieur (les trois du pronaos et les deux premières de la colonnade axiale centrale) et à l'angle sud-est de la péristasis, avec des polychromies éclatantes, dont il reste des traces (rouge et bleu), recouvrant ces décors floraux.

### Encorbellement et couverture
De l'encorbellement, il ne reste que les architraves et quelques autres éléments qui, avec d'importants vestiges de la couverture en terre cuite, ont permis une reconstitution presque complète de la toiture. Le toit et l'encorbellement étaient décorés de travertin local et de marbre importé de l'Égée.
L'ordre des structures supérieures du temple, au-dessus des architraves, qui diffère profondément de l'ordre dorique « canonique », peut être retracé jusqu'à la tradition architecturale suivie dans les colonies achéennes pendant la période archaïque. Au lieu du système de taenia et de regulae au-dessus des architraves, les architectes de la basilique ont disposé une moulure en grès, dont des éléments subsistent encore. Cette structure a servi de base à la frise qui, dans l'ordre dorique « canonique », est directement reliée à la colonnade sous-jacente. Grâce aux traces de positionnement présentes et à leur orientation, il a été possible de déduire l'existence d'une frise dorique, constituée par l'alternance habituelle de triglyphes, coordonnés avec les axes des colonnes et les centres des architraves, et des métopes ; il est possible que celles-ci, comme celles de l'héraion de Foce Sele, aient été sculptées.

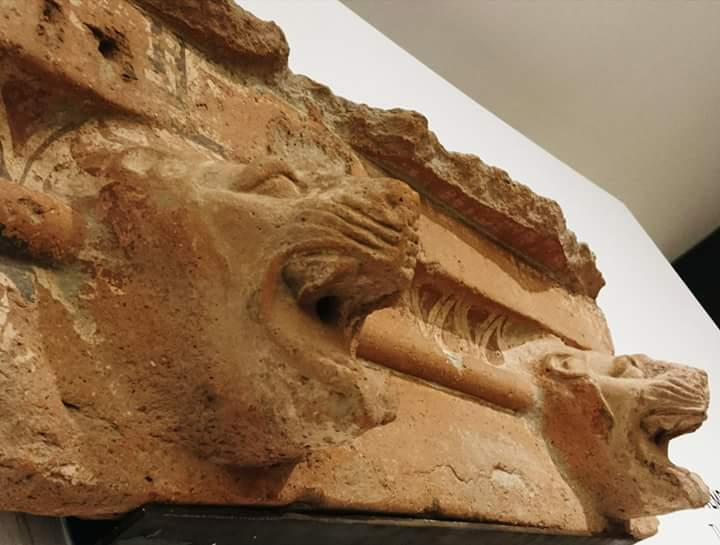
Sima de la Basilique. Fausses gouttières en forme de têtes de lions. L'élévation était dépourvue de geison horizontal.

Son couronnement n'était pas en pierre mais plutôt en un revêtement en terre cuite polychrome, avec de fausses gouttières à têtes de lions, dont de nombreux fragments sont réapparus (certains exposés au Musée archéologique national de Paestum) lors des fouilles de 1912. Les bords du revêtement se terminaient par des antéfixes qui, comme il a été possible de le comprendre grâce aux découvertes, alternaient la forme d'une palmette avec celle d'une fleur de lotus.

## Culture

### Lieu de tournage
En 1963, le temple d'Héra a servi de lieu de tournage pour le film Jason et les Argonautes (film, 1963). Dans une scène devenue culte, Jason et ses compagnons rencontrent Phinée (devin), qui vit dans le temple mais est tourmenté par deux Harpies. Le temple sert alors de théâtre à la capture des créatures.